# Arthur Koestler
Arthur Koestler (ur. 5 września 1905 w Budapeszcie, zm. 3 marca 1983 w Londynie) – angielski pisarz i dziennikarz, pochodzenia węgierskiego.

## Życiorys
Koestler był z pochodzenia zasymilowanym węgierskim Żydem. Był poliglotą. Już w wieku 10 lat płynnie mówił po węgiersku (po matce), niemiecku (używany przez rodzinę), angielsku i francusku. Znał także jidysz, aby rozmawiać z dziadkiem. Później w Palestynie i ZSRR opanował hebrajski i rosyjski. Wykształcenie inżynierskie zdobył w Wiedniu. Był pracownikiem Wydawnictwa Ullstein. Jako dziennikarz przebywał w Palestynie, ZSRR i Hiszpanii.
W Berlinie w 1931 wstąpił do partii komunistycznej i został agentem Kominternu. W 1932 zadenuncjował w sowieckiej tajnej policji swoją byłą przyjaciółkę Nadieżdę Smirnową, która w wyniku donosu została skazana na śmierć. Był świadkiem głodowej śmierci milionów ludzi podczas wielkiego głodu na Ukrainie, lecz za sprawą ideologii udało mu się zinterpretować fakty nie jako narodową tragedię, lecz krok naprzód w ewolucji ludzkości. Uważał, że konający na ulicach z głodu ludzie są „wrogami ludu, którzy wolą żebrać niż pracować”. Sądził, wraz z mieszkającym z nim w Charkowie fizykiem Aleksandrem Weissbergiem-Cybulskim, że zniszczenie wsi ukraińskiej godzi się z ogólną historią postępu ludzkości. Koestler opuścił ZSRR w 1933, a na jego pożegnanie Weissberg na stacji powiedział: „Cokolwiek by się działo, wysoko dzierż sztandar Związku Radzieckiego!”.
Z partii komunistycznej wystąpił w 1938. Rozczarowanie do komunizmu zrelacjonował w The God That Failed w 1950. Swoje przeżycia z lat 1939–1940, kiedy jako podejrzany cudzoziemiec przetrzymywany był w Camp Vernet przez Francuzów i Anglików, przedstawił w Scum of the Earth (1941). Jego najgłośniejszą powieścią była Ciemność w południe (Darkness at Noon), poświęcona wielkiej czystce w ZSRR w latach 1934–1939.
Pod koniec życia zainteresował się parapsychologią. W testamencie przeznaczył fundusze na utworzenie uniwersyteckiej katedry parapsychologii w Edynburgu. Był członkiem Stowarzyszenia Dobrowolnej Eutanazji. W 1976 u Koestlera zdiagnozowano chorobę Parkinsona, a trzy lata później przewlekłą białaczkę limfatyczną w jej stadium terminalnym. Wraz z żoną w 1983 roku w Londynie popełnił samobójstwo.
W 1998 popiersie Koestlera zostało usunięte z budynku Uniwersytetu w Edynburgu po ujawnieniu gwałtów, których się dopuścił.

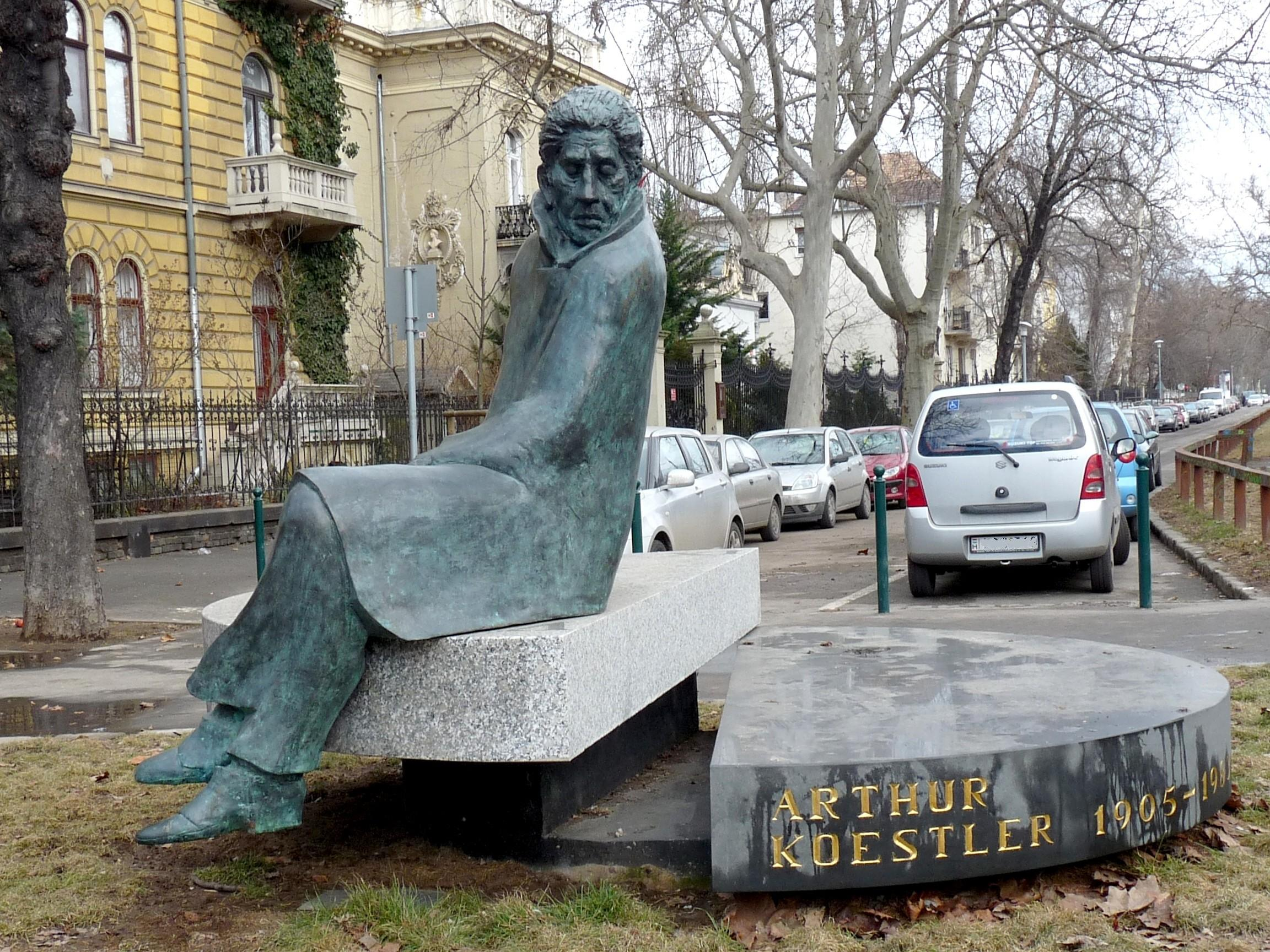
Pomnik w Budapeszcie

W 2009 w Budapeszcie na Lövölde tér postawiono pomnik pamięci pisarza autorstwa Imrego Vargi. Koestler do 11. roku życia mieszkał w pobliżu, na Szív utca; w 2005 przyznano mu pośmiertnie tytuł zasłużonego obywatela miasta.

## Poglądy
Uważał, że ludzki stosunek do świata rzeczywistego rozgrywa się na trzech poziomach. Pierwszym są zmysły, drugim jest myślący umysł, a trzecim duch i zdolność pojmowania uczucia oceanicznego.

## Wybrane dzieła
- The Thirteenth Tribe 1976, ISBN 0-394-40284-7 – książka stawiająca tezę, że większość współczesnych Żydów aszkenazyjskich wywodzi się od Chazarów
- Ciemność w południe, Warszawa 1990, ISBN 83-06-02024-3.
- Call-Girls, 2006, Bellona, ISBN 83-11-10384-4 – opowieść o fikcyjnej konferencji naukowej poświęconej ocaleniu świata, pokazująca niektóre patologie świata nauki, takie jak brak samokrytycyzmu, mody intelektualne i utarte schematy myślowe, nakazujące ogółowi wyznawać nawet teorie nieprzystające do rzeczywistości
- Lunatycy, 2002, Zysk i S-ka, ISBN 83-7150-539-6 – popularnonaukowa rozprawa o tym, jak ewoluowały teorie kosmologiczne od czasów antycznych do Galileusza i Newtona, co jest pretekstem do poruszenia roli autocenzury, polityki i religii w badaniach naukowych.
- Płomień i lód. Przygody mojego życia, 2009, Magnum, ISBN 978-83-89656-58-2, wybór z fragmentów czterech tomów autobiografii Arthura Koestlera